# 小泉武栄
小泉 武栄（こいずみ たけえい、1948年（昭和23年）2月21日 - ）は、日本の地理学者。東京学芸大学名誉教授。

## 略歴
長野県下高井郡瑞穂村（現飯山市）生まれ。1970年東京学芸大学教育学部中学校社会課程卒業。1977年東京教育大学大学院理学研究科修士課程地理学専攻修了。東京大学大学院理学系研究科博士課程地理学専門課程単位取得退学。1978年東京学芸大学助手、1982年助教授を経て、教授。
1990年に「日本アルプスにおける高山風衝地植物群落の生態地理学的研究 : 地質および斜面発達と植物群落」(小泉 1990)にて東京大学より理学博士を授与される。
主要な研究テーマは、高山や極地から山地・丘陵地・河原までの地形・地質と植生分布の関わり、山地や河川の地形、氷河期以来の環境変遷など。日本列島の他、レバノン山脈、シリア、黄河源流とチベット高原、アルプス、ネパール、インド、アラスカ、カナダ北極圏エルズミア島、南極半島、西アフリカなど各地で調査を行う。
環境省中央環境審議会臨時委員、国立公園協会理事、日本自然保護協会評議員、自然保護助成基金評議員、日本ジオパーク委員会委員などを歴任した。現在、朝日カルチャーや川崎市民アカデミーの講師、山遊会の講師等を務める。

## 著書
- 『日本の山はなぜ美しい 山の自然学への招待』古今書院, 1993
- 『日本の自然をまもる 美しい風景と地形』(学習に役立つ日本の環境 岩崎書店, 1995
- 『山の自然学』岩波新書 1998
- 『山歩きの自然学 日本の山50座の謎を解く』山と溪谷社, 1998
- 『登山の誕生 人はなぜ山に登るようになったのか』中公新書) 2001 「登山と日本人」角川ソフィア文庫、2015
- 『山の自然教室』岩波ジュニア新書　2003
- 『海のある地域のくらし』 (ビジュアル学習日本のくらし くらべてわかる日本各地のさまざまな生活と知恵) 旺文社, 2005
- 『自然を読み解く山歩き』JTBパブリッシング 2007
- 『日本の山と高山植物』平凡社新書 2009
- 『観光地の自然学　ジオパークに学ぶ』古今書院 2013
- 『ここが見どころ　日本の山 地形・地質から植生を読む (列島自然めぐり)』佐藤謙 写真 文一総合出版,2014
- 『「山の不思議」発見! 謎解き登山のススメ』(ヤマケイ新書 山と溪谷社, 2016
- 『地生態学からみた日本の植生』文一総合出版, 2018
- 『日本の山ができるまで 五億年の歴史から山の自然を読む』([A&F BOOKS])エイアンドエフ, 2020.1

- 小泉, 武栄 (1990-02-22). 日本アルプスにおける高山風衝地植物群落の生態地理学的研究 : 地質および斜面発達と植物群落. 東京大学. NAID 500000071881. 理学博士 乙第9595号.

### 共編著
- 『山の自然学入門』清水長正共編. 古今書院, 1992
- 『日本の地形レッドデータブック 第1集』青木賢人共編. 日本の地形レッドデータブック作成委員会, 1994.
- 『日本の地形レッドデータブック 第2集』青木賢人共編. 古今書院, 2002
- 『身近な環境を調べる』(東京学芸大学地理学会シリーズ 原芳生共編. 古今書院, 2002
- 『日本の地形 5 中部』町田洋, 松田時彦,海津正倫共編 東京大学出版会, 2006
- 『自然地理学概論』(地理学基礎シリーズ 高橋日出男共編著. 朝倉書店, 2008
- 『図説日本の山 自然が素晴らしい山50選』編集. 朝倉書店, 2012
- 『自然景観の成り立ちを探る (フィールド科学の入口) 赤坂憲雄共編. 玉川大学出版部, 2013
- 『自然地理学事典』小池一之,山下脩二, 岩田修二,漆原和子, 田瀬則雄, 松倉公憲, 松本淳, 山川修治共編集. 朝倉書店, 2017